# AN/SPY-3
AN/SPY-3是由雷神公司制造的有源电子扫描阵列雷达，专为蓝水和濒海作战而设计。